# 朝日放送テレビ制作日曜10時枠の連続ドラマ
本項目では、2023年4月より朝日放送テレビ（ABCテレビ）の制作により、テレビ朝日系列（フルネット局のみ）で毎週日曜22時台に編成されている、連続テレビドラマ枠について取り扱う。通称「日10（にちテン）ドラマ」。
通常の放送時間は、枠の設立当初から2024年9月29日放送分（『素晴らしき哉、先生!』第7回）までは22時 - 22時54分、2024年10月20日放送分（『マイダイアリー』初回）より15分繰り下げの22時15分 - 23時9分（いずれもJST）。

## 概要
本枠の成立以前、『日曜洋画劇場』やバラエティ番組などが編成されていたテレビ朝日系列の日曜22時台であるが、2023年1月20日に行われた朝日放送テレビの新春社長会見にて、同年4月より同時間帯に全国ネットの連続ドラマ枠を新設すると発表。テレビ朝日系列においては本枠以外にも、動画配信サービスである『TVer』など配信プラットフォームが拡充していることを背景に、2021年1月には『オシドラサタデー』（土曜23時台）が、2022年10月には火曜21時台に連続ドラマ枠がそれぞれ新設されており、本枠の新設はそれらに続く格好となった。
前述の会見では、朝日放送テレビ社長の山本晋也が本枠の新設の意図について「これからは、配信を含めた多様なプラットホームとの連携や海外市場を見据えたコンテンツを生み出すことが重要。ドラマはその中核にある。より多くの視聴者に、よりクオリティーの高いドラマを届けるためにプライム帯のドラマをスタートさせることにした」と述べた上で「しっかりと制作費を投入してクオリティーの高いものを作っていきたい。ABCはバラエティーを得意としているが、ドラマももっとしっかりと作って、海外展開も含めて、力を入れてやっていきたい」との意気込みを示した。また同局の総合編成局長・幾野美穂は、同年3月23日に行われた春の改編発表会で、本枠について「地上波だけでなく配信でもより多くの方に見られるコンテンツを作っていきたい」と前置きしつつ、「20～40代若年層を中心に届けたい。出演者、脚本家も力のある皆さんと一緒に1時間（の枠）でしっかり作り込んでいきたい」と意気込みを語った。

## 作品一覧
本枠にて放送されるドラマは、大物脚本家によるオリジナル作品を重点的に編成する方針であることが、プロデューサーの清水一幸によって言及されており、2024年からはオリジナル作品のみという方針は維持しつつも、若手脚本家を起用するケースも見られるようになった。このように、他のドラマ枠に比べて脚本家にこだわった作品制作により、視聴率や配信再生数の面で苦戦が続く一方、視聴者から厚い支持を獲得している作品が多く、何らかのきっかけでヒット作が生まれそうなムードも感じられると評価する声もある。
| #      | 作品名                     | 放送期間            | 放送回数 | 脚本     | 主演              | 平均視聴率 | 最高視聴率 | 備考                              |
| 2023年 | 2023年                     | 2023年              | 2023年   | 2023年   | 2023年            | 2023年     | 2023年     | 2023年                            |
| ------ | -------------------------- | ------------------- | -------- | -------- | ----------------- | ---------- | ---------- | --------------------------------- |
| 1      | 日曜の夜ぐらいは…          | 4月30日 - 7月2日    | 全10回   | 岡田惠和 | 清野菜名          | 4.7%       | 5.6%       |                                   |
| 2      | 何曜日に生まれたの         | 8月6日 - 10月8日    | 全9回    | 野島伸司 | 飯豊まりえ        | 3.3%       |            |                                   |
| 3      | たとえあなたを忘れても     | 10月22日 - 12月17日 | 全9回    | 浅野妙子 | 堀田真由          | 3.2%       | 3.6%       |                                   |
| 2024年 |                            |                     |          |          |                   |            |            |                                   |
| 4      | アイのない恋人たち         | 1月21日 - 3月17日   | 全9回    | 遊川和彦 | 福士蒼汰          |            |            |                                   |
| 5      | ミス・ターゲット           | 4月21日 - 6月16日   | 全9回    | 政池洋佑 | 松本まりか        | 3.8%       | 4.0%       |                                   |
| 6      | 素晴らしき哉、先生!        | 8月18日 - 10月6日   | 全8回    | 宅間孝行 | 生田絵梨花        |            |            | 同番組まで22:00 - 22:54にて放送。 |
| 7      | マイダイアリー             | 10月20日 - 12月22日 | 全9回    | 兵藤るり | 清原果耶          | 2.6%       | 3.6%       | 同番組より22:15 - 23:09にて放送。 |
| 2025年 |                            |                     |          |          |                   |            |            |                                   |
| 8      | フォレスト                 | 1月12日 - 3月2日    | 全8回    | 山岡潤平 | 比嘉愛未 岩田剛典 |            |            | 原案は龍居由佳里が担当            |
| 9      | いつか、ヒーロー           | 4月6日 - 6月1日     | 全8回    | 林宏司   | 桐谷健太          |            |            |                                   |
| 10     | こんばんは、朝山家です。   | 7月6日 -            | -        | 足立紳   | 中村アン 小澤征悦 |            |            |                                   |
| 11     | すべての恋が終わるとしても | 10月 - （予定）     | -        | 三浦希紗 | 葵わかな 神尾楓珠 |            |            |                                   |

## ネット局と放送時間
本枠は22時30分 - 23時9分の間、日本テレビ系列で編成されている『日曜ドラマ』と競合する。同枠では読売テレビ制作作品が放送される場合もあり、その際には日曜22時台において在阪広域民放テレビ4局が制作に携わる全国ネット番組が同時に放送される。

### 現在のネット局
テレビ朝日系列フルネット24局同時ネットで放送されている。
| 放送対象地域   | 放送局                       | 系列           | 放送時間           | ネット状況 |
| -------------- | ---------------------------- | -------------- | ------------------ | ---------- |
| 近畿広域圏     | 朝日放送テレビ（ABC TV）     | テレビ朝日系列 | 日曜 22:15 - 23:09 | 制作局     |
| 北海道         | 北海道テレビ（HTB）          | テレビ朝日系列 | 日曜 22:15 - 23:09 | 同時ネット |
| 青森県         | 青森朝日放送（ABA）          | テレビ朝日系列 | 日曜 22:15 - 23:09 | 同時ネット |
| 岩手県         | 岩手朝日テレビ（IAT）        | テレビ朝日系列 | 日曜 22:15 - 23:09 | 同時ネット |
| 宮城県         | 東日本放送（khb）            | テレビ朝日系列 | 日曜 22:15 - 23:09 | 同時ネット |
| 秋田県         | 秋田朝日放送（AAB）          | テレビ朝日系列 | 日曜 22:15 - 23:09 | 同時ネット |
| 山形県         | 山形テレビ（YTS）            | テレビ朝日系列 | 日曜 22:15 - 23:09 | 同時ネット |
| 福島県         | 福島放送（KFB）              | テレビ朝日系列 | 日曜 22:15 - 23:09 | 同時ネット |
| 関東広域圏     | テレビ朝日（EX）             | テレビ朝日系列 | 日曜 22:15 - 23:09 | 同時ネット |
| 新潟県         | 新潟テレビ21（UX）           | テレビ朝日系列 | 日曜 22:15 - 23:09 | 同時ネット |
| 長野県         | 長野朝日放送（abn）          | テレビ朝日系列 | 日曜 22:15 - 23:09 | 同時ネット |
| 静岡県         | 静岡朝日テレビ（SATV）       | テレビ朝日系列 | 日曜 22:15 - 23:09 | 同時ネット |
| 石川県         | 北陸朝日放送（HAB）          | テレビ朝日系列 | 日曜 22:15 - 23:09 | 同時ネット |
| 中京広域圏     | 名古屋テレビ（メ〜テレ/NBN） | テレビ朝日系列 | 日曜 22:15 - 23:09 | 同時ネット |
| 広島県         | 広島ホームテレビ（HOME）     | テレビ朝日系列 | 日曜 22:15 - 23:09 | 同時ネット |
| 山口県         | 山口朝日放送（yab）          | テレビ朝日系列 | 日曜 22:15 - 23:09 | 同時ネット |
| 香川県・岡山県 | 瀬戸内海放送（KSB）          | テレビ朝日系列 | 日曜 22:15 - 23:09 | 同時ネット |
| 愛媛県         | 愛媛朝日テレビ（eat）        | テレビ朝日系列 | 日曜 22:15 - 23:09 | 同時ネット |
| 福岡県         | 九州朝日放送（KBC）          | テレビ朝日系列 | 日曜 22:15 - 23:09 | 同時ネット |
| 長崎県         | 長崎文化放送（ncc）          | テレビ朝日系列 | 日曜 22:15 - 23:09 | 同時ネット |
| 熊本県         | 熊本朝日放送（KAB）          | テレビ朝日系列 | 日曜 22:15 - 23:09 | 同時ネット |
| 大分県         | 大分朝日放送（OAB）          | テレビ朝日系列 | 日曜 22:15 - 23:09 | 同時ネット |
| 鹿児島県       | 鹿児島放送（KKB）            | テレビ朝日系列 | 日曜 22:15 - 23:09 | 同時ネット |
| 沖縄県         | 琉球朝日放送（QAB）          | テレビ朝日系列 | 日曜 22:15 - 23:09 | 同時ネット |

## ネット配信
- TVer、ABEMAで最新回を見逃し配信。
- TELASA、U-NEXTで地上波放送終了後に定額制有料配信[1]。